# Cirò Marina
Cirò Marina är en ort och kommun i provinsen Crotone i regionen Kalabrien i Italien. Kommunen hade 14 794 invånare (2017).